# Pseudodiaptomus ishigakiensis
Pseudodiaptomus ishigakiensis is een eenoogkreeftjessoort uit de familie van de Pseudodiaptomidae. De wetenschappelijke naam van de soort is voor het eerst geldig gepubliceerd in 1985 door Nishida.